# ナンバヒップス

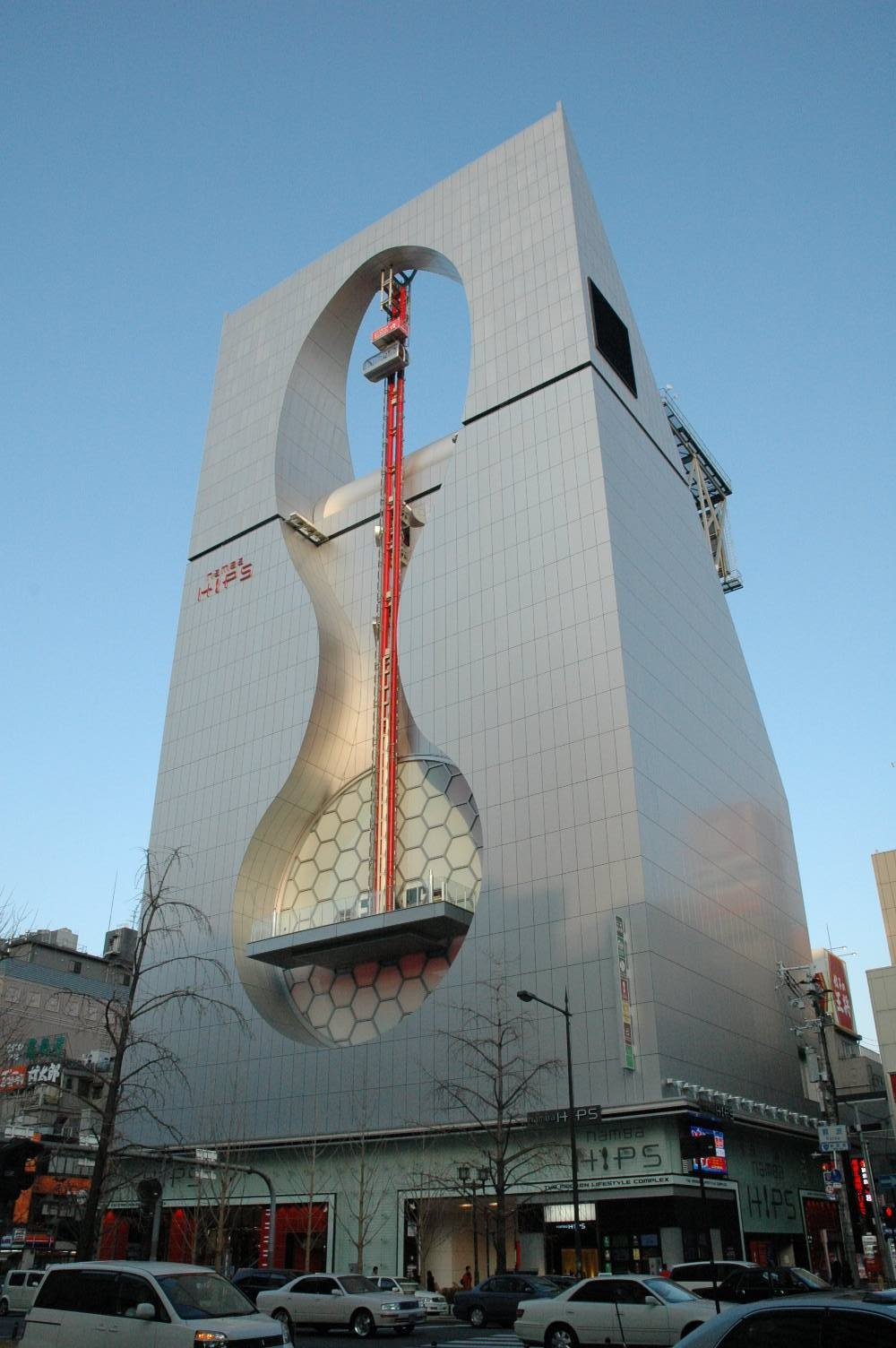
なんばヒップス

ナンバヒップス（namBa HIPS）は、大阪府大阪市中央区難波1丁目にある複合レジャー施設である。

## 概要
この施設は、2007年12月13日、平川商事により開業した。
最大の特徴は日本初のビル壁面設置型フリーフォール「ヤバフォ」（施設一覧を参照）。（現在はフリークライミングウォールに改造）
地上12階・地下2階建てで、アミューズメントフロア、ゴルフフロア、スパフロア、飲食フロアなどから構成される。
総事業費は180億円。ビルのデザインに建築家の高松伸を起用した。

## 所在地
大阪府大阪市中央区難波1-8-16　

## 交通アクセス
- 近鉄奈良線・阪神なんば線大阪難波駅、地下鉄御堂筋線・四つ橋線・千日前線難波駅15番-B出口直結
- JR大和路線JR難波駅徒歩5分
- 南海本線・高野線難波駅徒歩6分

## 施設一覧
施設には、アミューズメントフロア（パチンコ・スロット）、ゴルフフロア、スパフロア、飲食フロアがある。
- 8F～10F：FOOD（レストラン）
- 6F・7F：GOLF&BODY STUDIO「GOLDIA」
- 5F：なんでも応援スポーツバー「DiJest」
- 4F：JIS NAMBA（相席バー）
- 3F：カラオケ「まねきねこ」
- 1F・2F：PACHINKO&SLOT「ARROW PROGRESS」
- B2・B1：PACHINKO&SLOT「ARROW Platinum」 ※地下1階には「角ハイボール酒場 ダイジェスト」を併設している。

完成当初は7階にSPA「CHAKRA SPA」が、5階にGAME「game FACE」があった。その「game FACE」には屋外に「FREEFALL『ヤバフォ』」という絶叫マシーンが併設されており、地上74mの高さから最大秒速22メートルで垂直落下する6人乗りアトラクションだった。御堂筋沿いから大阪・難波の街を見下ろす事ができた。

### 過去に入居していたテナント
- ビアハウス「８６」(4F)・・・1フロア全体を使って営業していたが、2016年閉店。
- 牛庵 清風亭（10F）・・・1フロア全体を使って営業していたが、2011年閉店。

## 沿革
- 2007年12月13日 - 開業。オープニングセレモニーにはほしのあきを迎え、ヤバフォを体験した。

## 事件・事故など
- 2007年12月14日 - 機械整備のため「ヤバフォ」の運転を休止。詳細について公式ホームページでは発表されなかったが、遊具の上昇時に金属が擦れる様な異音が発生するという機械トラブル発生したためとの報道がなされた。
- 2007年12月23日 - 「ヤバフォ」の運転を再開。
- 2008年6月15日 - 2時15分頃、「ヤバフォ」のゴンドラのアクリル製カバーが壊れ、破片が御堂筋に落下。当時3人の客が乗っていた。このトラブルを受け、ナンバヒップスは「ヤバフォ」の運転を当面休止した。それから間もなく、併設していた「game FACE」も営業終了した。その後、ヤバフォは営業再開の目途が立たぬまま廃止。現在はフリークライミングウォールに改造されている。